# مشاجره (مجموعه تلویزیونی)
مشاجره (انگلیسی: Beef) مجموعهٔ محدود تلویزیونی آمریکایی در ژانر کمدی-درام است که به‌دست کارگردان کره‌ای، لی سونگ جین، برای نتفلیکس ساخته شده‌است. استیون ین و الی وانگ در آن نقش دو ناآشنا را ایفا می‌کنند که گرفتاری‌های آن‌ها در تصادف ناشی از برخورد خشونت‌آمیز حین رانندگی به دشمنی درازهنگامی تبدیل می‌شود. دیگر بازیگرانی که در نقش مکمل حضور دارند شامل جوزف لی، یانگ مازینو، دیوید چوئه و پتی یاسوتاکه می‌شوند.
این مجموعهٔ ده قسمتی در ۶ آوریل ۲۰۲۳ به‌وسیلهٔ نتفلیکس منتشر شد. این مجموعه نقدهای مثبتی دریافت کرد و منتقدان نقش‌آفرینی‌های ین و وانگ و همچنین نویسندگی و کارگردانی آن را تحسین کردند. در هفتاد و پنجمین دوره جوایز امی ساعات پربیننده، این مجموعه نامزد ۱۳ جایزه از جمله جایزهٔ سریال محدود یا گلچین شد. همچنین در مراسم گلدن گلوب نامزد جایزه بهترین مجموعه تلویزیونی کوتاه یا فیلم تلویزیونی و دو جایزه بازیگری شد که همه را دریافت کرد.
این سریال در جشنواره جوایز امی در سال ۲۰۲۴ به عنوان بهترین مینی سریال کاندید و برنده شد.